# مسح اقتراع الناخبين
مسح اقتراع الناخبين هو مسح يُجرَى على الناخبين فور خروجهم من مكاتب الاقتراع. وعلى عكس استطلاع الآراء، الذي يستبين من خلاله لمَن ينوي الناخب منح صوته، أو ما شابه ذلك، يستفسر مسح اقتراع الناخبين من الناخب عمن منحه صوته بالفعل. وثمة مسح مشابه يُجرَى قبل إدلاء الناخبين الفعليين بأصواتهم، ويُعرَف باسم مسح ما قبل اقتراع الناخبين. يجري منظمو الاقتراعات - ويكونون عادةً من الشركات الخاصة التي تعمل لصالح الصحف أو الإذاعات - عمليات مسح اقتراع الناخبين من أجل الحصول على مؤشر مبكر لنتيجة الانتخابات؛ إذ إن حساب النتيجة الفعلية للكثير من العمليات الانتخابية يمكن أن يستغرق ساعات أو أيامًا.
ويُنسب الفضل في ابتكار مسح اقتراع الناخبين إلى وارين ميتوفسكي، مؤسس شركة «ميتوفسكي إنترناشيونال».

## الغرض

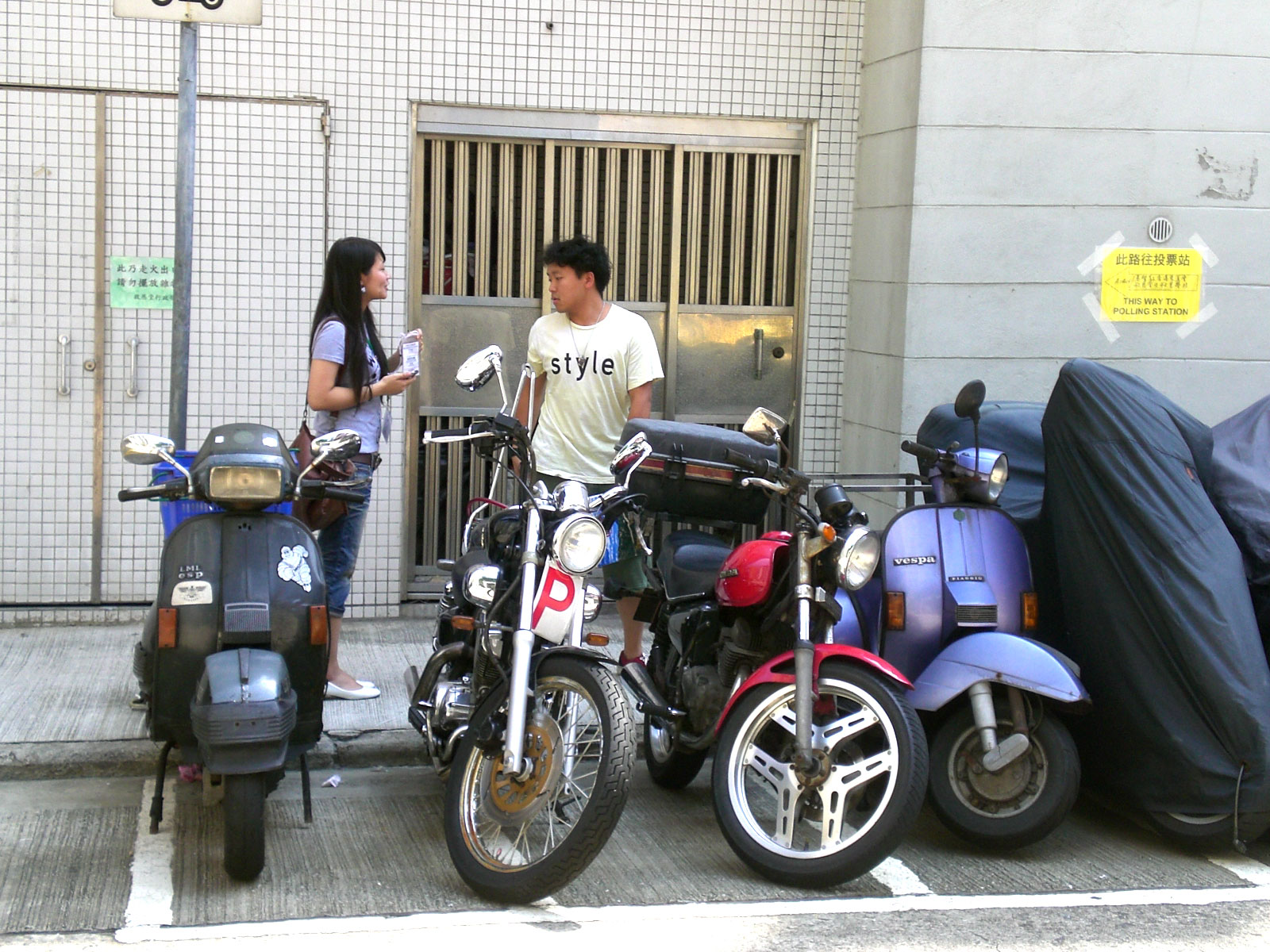
مسح لاقتراع الناخبين أثناء أحد الانتخابات في هونغ كونغ

تُستخدَم عمليات مسح اقتراع الناخبين أيضًا لجمع البيانات الديموغرافية عن الناخبين والكشف عن الأسباب وراء تصويتهم. وبما أن التوصيت يتم دون الكشف عن هوية الناخب، فإن المسح هو السبيل الوحيد لجمع المعلومات عن عملية الاقتراع.
وقد اُستخدِمت عمليات مسح اقتراع الناخبين على مر التاريخ بجميع أنحاء العالم كوسيلة للتحقق ومؤشر تقريبي لدرجة التزوير في الانتخابات. ومن الأمثلة على ذلك الاستفتاء على عزل الرئيس الفنزويلي عام 2004، والانتخابات الرئاسية الأوكرانية عام 2004.

## المشكلات
تنطوي عمليات مسح اقتراع الناخبين، شأنها شأن كافة استطلاعات الآراء، على هامش من الخطأ. ومن أشهر الأمثلة على خطأ مسح اقتراع الناخبين ما حدث في الانتخابات العامة بالمملكة المتحدة عام 1992، عندما تنبأ مسحان لاقتراع الناخبين عن تعلق البرلمان. لكن التصويت الفعلي كشف عن أن حكومة حزب المحافظين تحت رئاسة جون ميجور احتفظت بموقعها في البرلمان، وإن جاء ذلك مع تراجع ملحوظ في أغلبيتها. وتوصلت الأبحاث التي أُجريت حول هذا الفشل إلى عدد من الأسباب وراءه، من بينها تباين معدلات الاستجابة (عامل الخجل في التصويت للمحافظين)، واستخدام بيانات ديموغرافية غير مناسبة، وسوء اختيار نقاط جمع العينات.

## المؤسسات التي تجري عمليات مسح اقتراع الناخبين
في الولايات المتحدة الأمريكية، يجري الاتحاد الوطني لجمع المعلومات عن الانتخابات (NEP) - الذي يتألف من كلٍ من هيئة الإذاعة الأمريكية (ABC)، ووكالة أسويشيتد بريس (AP)، وهيئة الإذاعة الكولومبية (CBS)، وشبكة سي إن إن (CNN)، وفوكس نيوز، وهيئة الإذاعة الوطنية (NBC) - مسحًا مشتركًا لاقتراع الناخبين. ومنذ عام 2004، تجري شركة «إديسون ميديا ريسيرش» هذا المسح لصالح الاتحاد الوطني لجمع المعلومات عن الانتخابات (NEP).
خضع الإعلان عن بيانات مسح اقتراع الناخبين في الولايات المتحدة لمزيد من التدقيق في السنوات الأخيرة. وفي انتخابات عام 2012، طُبِقت بروتوكولات لحظر نشر هذه البيانات.

## النقد واختلاف الآراء
قوبِلت عمليات مسح اقتراع الناخبين بنقد واسع الانتشار في بعض الحالات، خاصة في الولايات المتحدة، حيث بدا أن نتائج مسح اقتراع الناخبين يمكن أن تقدم و/أو قدمت بالفعل أساسًا لتوقع الفائزين قبل غلق باب الاقتراع فعليًا، الأمر الذي من شأنه التأثير على نتائج الانتخابات. وفي انتخابات الرئاسة الأمريكية عام 1980، تنبأت هيئة الإذاعة الوطنية (NBC) بفوز رونالد ريجان الساعة 8:15 مساءً بالتوقيت الشرقي الأساسي (EST)، بناءً على عمليات مسح الاقتراع لعشرين ألف ناخب. وكانت الساعة آنذاك 5:15 مساءً في الساحل الغربي، ولم يُغلَق بعد باب الاقتراع. وكانت هناك توقعات بعزوف الناخبين عن الاقتراع بعد سماعهم للنتائج. ومن ثم، تبنت الشبكات التليفزيونية طوعًا سياسة عدم التنبؤ بالناجحين داخل الولاية إلى أن تُغلَق أبواب الاقتراع في هذه الولاية. وفي انتخابات الرئاسة الأمريكية عام 2000، ظهرت ادعاءات بأن الجهات الإعلامية قد نشرت نتائج مسح اقتراع الناخبين لولاية فلوريدا قبل غلق أبواب الاقتراع في شمال غرب الولاية، إذ إن المنطقة التي تقع أقصى غربها تتأخر في توقيتها ساعة عن شبه الجزيرة الأساسية.
جرَّمت بعض الدول، مثل المملكة المتحدة وألمانيا، النشر عن نتائج عمليات مسح اقتراع الناخبين قبل غلق مكاتب الاقتراع واعتبرتها جريمة جنائية، في حين حظرت بعض الدول الأخرى، مثل سنغافورة، هذه العمليات من الأساس. وفي بعض الحالات، أدت المشكلات التي أحاطت بعمليات مسح اقتراع الناخبين إلى تشجيع مجموعات الاقتراع على تجميع البيانات أملاً في الوصول إلى مزيد من الدقة في النتائج. وأثبت هذا الأسلوب نجاحه أثناء الانتخابات العامة بالمملكة المتحدة عام 2005، عندما دمجت هيئة الإذاعة البريطانية (BBC) والتليفزيون المستقل (ITV) ما لديهما من بيانات ليعلنا عن مسح لاقتراع الناخبين يمنح العمال الأغلبية بحصولهم على 66 مقعدًا، الرقم الذي ثبتت صحته بالفعل بعد ذلك. نجح هذا الأسلوب كذلك في الانتخابات الفيدرالية الأسترالية عام 2007، حيث طرح العمل التعاوني بين كلٍ من سكاي نيوز، وقناة سيفن وأوس بول تنبؤات صحيحة بفوز حزبي بنسبة 53 بالمائة للعمال على التحالف الحاكم.
وفي بلغاريا، حيث يُعَد مسح اقتراع الناخبين غير قانوني وبالرغم من الحظر الصريح له، تنشر العديد من وكالات الأنباء دومًا "تصنيفات" العديد من الموضوعات التي تبدو غير ذات صلة طوال أيام الانتخابات. وتشمل الأمثلة على هذه التصنيفات الخادعة في الانتخابات البرلمانية عام 2013 "تنبؤات الطقس" الخاطئة، و"معلومات سياحية" وهمية، وشهرة ألعاب كمبيوتر غير موجودة، و"المؤلفات" ذات العناوين الساخرة، بل ومجموعة أيضًا من بيوت الدعارة الشهيرة. في المثال الأول، أُشير إلى أن درجة الحرارة تكون في أعلى معدلاتها في شارع بوزيتانو وقصر الثقافة الوطني (المكانان اللذان يمثلان على التوالي مقر الحزب الاشتراكي البلغاري ومواطنون من أجل التنمية الأوروبية لبلغاريا). أما في المثال الثاني، فأُشير إلى أن أشهر الوجهات السياحية في بلغاريا هي مدينة بانكيا (موطن قائد حزب "مواطنون من أجل التنمية الأوروبية لبلغاريا، بويكو بوريسوف)، ويليها بوزلودزا – وهي قمة جبلية تُعد الموطن الرمزي للحزب الاشتراكي البلغاري.

## الحواشي
1. ↑  David W. Moore, Senior Gallup Poll Editor, “New Exit Poll Consortium Vindication for Exit Poll Inventor,” () Gallup News Service, October 11, 2003
2. ↑  Market Research Society (1994). "The Opinion Polls and the 1992 Election: a Report to the Market Research Society". London: Market Research Society. {{استشهاد بدورية محكمة}}: الاستشهاد بدورية محكمة يطلب |دورية محكمة= (مساعدة)
3. ↑  Payne، Clive (28 نوفمبر 2001). "Election Forecasting in the UK" (PDF). مؤرشف من الأصل (PDF) في 2018-09-21. اطلع عليه بتاريخ 2008-10-23.
4. ↑  Exit poll data will be examined in ‘quarantine room’ – Poynter [وصلة مكسورة] نسخة محفوظة 30 يونيو 2014 على موقع واي باك مشين.
5. ↑  Facts on File Yearbook 1980 p865
6. ↑  Comparative study of laws and regulations restricting the publication of electoral opinion polls, Article 19 (2003) نسخة محفوظة 23 فبراير 2011 على موقع واي باك مشين. [وصلة مكسورة]
7. ↑  The Council for Electronic Media bans Rankings Charts (in Bulgarian), 24 Chasa, 19 Mar 2013. Retrieved 12 May 2013. نسخة محفوظة 08 سبتمبر 2015 على موقع واي باك مشين.
8. ↑  Weather: Extremely hot on Pozitano and at NDK (in Bulgarian), BGNES, 12 May 2013. Retrieved 12 May 2013. نسخة محفوظة 04 نوفمبر 2013 على موقع واي باك مشين. [وصلة مكسورة]
9. ↑  Bankya is Bulgarians' favourite destination (in Bulgarian), 24 Chasa, 12 May 2013. Retrieved 12 May 2013. نسخة محفوظة 08 سبتمبر 2015 على موقع واي باك مشين.
10. ↑  How Fast Are “Crazy Frogs” v4.2 (in Bulgarian), bTV, 12 May 2013. Retrieved 12 May 2013. نسخة محفوظة 01 يوليو 2013 على موقع واي باك مشين.
11. ↑  Literary Critics Warn: Book Tastes are Not Measured by Thermometer (in Bulgarian), OffNews, 12 May 2013. Retrieved 12 May 2013. نسخة محفوظة 16 أبريل 2016 على موقع واي باك مشين.
12. ↑  The Most Sought-After Books in Macedonia (in Bulgarian), Focus News, 12 May 2013. Retrieved 12 May 2013. نسخة محفوظة 17 ديسمبر 2019 على موقع واي باك مشين.
13. ↑  Clients Rank Priestesses of Passion (in Bulgarian), Frog News, 12 May 2013. Retrieved 12 May 2013. نسخة محفوظة 28 نوفمبر 2016 على موقع واي باك مشين.

## وصلات خارجية
- BBC UK General Election Exit Polls on يوتيوب